# 鎌状赤血球試験

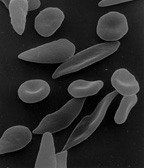
鎌状赤血球を含む血液の電子顕微鏡撮影像

鎌状赤血球試験（かまじょうせっけっきゅうしけん）とは、鎌状赤血球ヘモグロビン (HbS) の検出試験の一つ。メタバイスルファイト試験、鎌状赤血球形成試験、異性重亜硫酸試験とも呼ばれる。異性重亜硫酸ナトリウムによって、HbSの脱酸素化が強調され、スライド上で鎌状赤血球が検出される。